# Polynôme de Gegenbauer

Tracé du polynôme de Gegenbauer C(x) pour n=10 et m=1 sur le plan complexe entre -2-2i et 2+2i

En mathématiques, les polynômes de Gegenbauer ou polynômes ultrasphériques sont une classe de polynômes orthogonaux. Ils sont nommés ainsi en l'honneur de Leopold Gegenbauer (1849-1903). Ils sont obtenus à partir des séries hypergéométriques dans les cas où la série est en fait finie :
{\displaystyle C_{n}^{(\alpha )}(z)={\frac {(2\alpha )^{\underline {n}}}{n!}}\,_{2}F_{1}\left(-n,2\alpha +n;\alpha +{\frac {1}{2}};{\frac {1-z}{2}}\right)}
où n est la factorielle décroissante.

## Propriétés
Orthogonalité
Les polynômes de Gegenbauer sont orthogonaux sur [-1 ; 1] pour le poids w(x) = (1–x2)α–1/2 :
{\displaystyle \int _{-1}^{1}C_{n}^{(\alpha )}(x)C_{m}^{(\alpha )}(x)(1-x^{2})^{\alpha -{\frac {1}{2}}}\mathrm {d} x=\delta _{n,m}{\frac {\pi 2^{1-2\alpha }\Gamma (n+2\alpha )}{n!(n+\alpha )\Gamma (\alpha )^{2}}}}
Récurrence
Les polynômes de Gegenbauer peuvent être construits par la relation de récurrence :
{\displaystyle C_{0}^{(\alpha )}(x)=1,\ C_{1}^{(\alpha )}(x)=2\alpha x,\ C_{n}^{(\alpha )}(x)={\frac {1}{n}}\left(2x(n+\alpha -1)C_{n-1}^{(\alpha )}(x)-(n+2\alpha -2)C_{n-2}^{(\alpha )}(x)\right)}
Liens avec d'autres suites de polynômes orthogonaux
Les polynômes de Gegenbauer sont solutions de l'équation différentielle :
{\displaystyle (1-x^{2})y''-(2\alpha +1)xy'+n(n+2\alpha )y=0.\,}
On peut alors remarquer que pour α = 1/2, l'équation se ramène à celle satisfaite par les polynômes de Legendre, et pour α = 1, on retrouve celle des polynômes de Tchebychev de seconde espèce.

Polynôme de Gegenbauer C(1) n(x)
Polynôme de Gegenbauer C(2) n(x)
Polynôme de Gegenbauer C(3)
n(x)

## Applications
Les polynômes de Gegenbauer apparaissent comme des prolongements des polynômes de Legendre dans la théorie du potentiel pour les dimensions supérieures à 1.